# European League femminile 2009
La I European League di pallavolo femminile si è svolta dal 22 maggio al 12 luglio 2009. Dopo la fase a gironi che si è giocata dal 21 maggio al 28 giugno, la fase finale, a cui si sono qualificate le prime tre squadre classificate tra i due gironi di qualificazione, più la Turchia, paese ospitante, si è svolta dall'11 al 12 luglio a Kayseri, in Turchia. Alla competizione hanno partecipato 8 squadre nazionali europee e la vittoria finale è andata per la prima volta alla Serbia.

## Squadre partecipanti
- Bulgaria
- Francia
- Grecia
- Serbia
- Spagna
- Regno Unito
- Romania
- Turchia

## Gironi
| Girone A                      | Girone B                            |
| ----------------------------- | ----------------------------------- |
| Bulgaria Grecia Serbia Spagna | Francia Regno Unito Romania Turchia |

## Fase finale

### Finali 1º e 3º posto -Kayseri
|  | Semifinali | Semifinali | Semifinali |         |        | Finale 1º/2º posto | Finale 1º/2º posto | Finale 1º/2º posto |  |
|  |            |            |            |         |        |                    |                    |                    |  |
|  | Serbia     | Serbia     | 3          |         |        |                    |                    |                    |  |
|  | Serbia     | Serbia     | 3          |         |        |                    |                    |                    |  |
|  | Francia    | Francia    | 2          |         |        |                    |                    |                    |  |
|  | Francia    | Francia    | 2          |         | Serbia | Serbia             | 3                  |                    |  |
|  |            |            |            |         | Serbia | Serbia             | 3                  |                    |  |
|  |            |            | Turchia    | Turchia | 2      |                    |                    |                    |  |
|  | Turchia    | Turchia    | Turchia    | Turchia | 2      | 3                  |                    |                    |  |
|  | Turchia    | Turchia    |            |         |        | 3                  |                    |                    |  |
|  | Bulgaria   | Bulgaria   | 1          |         |        | Finale 3º/4º posto | Finale 3º/4º posto | Finale 3º/4º posto |  |
|  | Bulgaria   | Bulgaria   | 1          |         |        |                    |                    |                    |  |
|  |            |            |            |         |        |                    |                    |                    |  |
|  |            |            |            |         |        | Francia            | Francia            | 0                  |  |
|  |            |            |            |         |        | Francia            | Francia            | 0                  |  |
|  |            |            |            |         |        | Bulgaria           | Bulgaria           | 3                  |  |

## Podio

### Campione
Template:Serbia femminile pallavolo European League 2009

### Secondo posto
Template:Turchia femminile pallavolo European League 2009

### Terzo posto
Template:Bulgaria femminile pallavolo European League 2009

## Classifica finale
| Classifica | Squadre     |
| ---------- | ----------- |
|            | Serbia      |
|            | Turchia     |
|            | Bulgaria    |
| 4          | Francia     |
| 5          | Romania     |
| 6          | Spagna      |
| 7          | Grecia      |
| 8          | Regno Unito |